# Cratere Murakami
Murakami è un cratere lunare di 44,52 km situato nella parte sud-orientale della faccia nascosta della Luna.